# Fredrik Horn
Fredrik Horn est un footballeur norvégien né le 8 juin 1916 à Oslo et mort le 18 novembre 1997 dans la même ville.

## Carrière
Fredrik Horn joue deux matchs en équipe de Norvège.
Il participe avec la sélection olympique aux Jeux olympiques de Berlin en 1936. Lors du tournoi olympique, il joue un match contre la Turquie. La sélection norvégienne remporte la médaille de bronze lors de ces Jeux.

## Palmarès
- Médaillé de bronze aux Jeux olympiques de 1936 avec l'équipe de Norvège